# زنان در غنا
وضعیت زنان در غنا و نقش آنها در جامعه در چند دهه گذشته تغییر کرده‌است. افزایش آهسته مشارکت سیاسی زنان غنا در طول تاریخ وجود داشته‌است. طبق قانون اساسی غنا به زنان حقوق مساوی داده شده‌است، با این حال نابرابری در آموزش، اشتغال و بهداشت برای زنان همچنان رواج دارد. علاوه بر این، زنان نسبت به مردان در غنا دسترسی کمتری به منابع دارند. زنان غنا در مناطق روستایی و شهری با چالش‌های کمی متفاوت، روبرو هستند. در سراسر غنا، زنان سرپرست خانوار در حال افزایش است.
شکل‌های گوناگون خشونت علیه زنان هنوز در غنا وجود دارد. در سال‌های اخیر، سازمان‌های فمینیستی و گروه‌های حقوق زنان افزایش یافته‌اند. تلاش‌ها برای ایجاد برابری جنسیتی در غنا همچنان رو به افزایش است. دولت غنا اهداف و کنوانسیون‌های بین‌المللی متعددی را برای تقویت حقوق زنان در غنا امضا کرده‌است.

## سیاست
اگر چه زنان بر اساس قانون اساسی ۱۹۹۲ غنا از حقوق مشارکت سیاسی برخوردارند، فقدان نمایندگی زنان در دولت وجود دارد. هرگز رئیس‌جمهور زن در غنا وجود نداشته‌است. در سال ۲۰۱۲، ۱۹ زن در و ۲۴۶ مرد بقیه کرسی‌های پارلمان را اشغال کردند. در سال ۲۰۱۷ تعداد زنان منتخب راه یافته به پارلمان افزایش یافت و ۳۷ زن انتخاب شدند. با این حال، زنان غنا هنوز تنها ۱۳٫۵ درصد از پارلمان را تشکیل می‌دهند. در دادگاه، رئیس قاضی سوفیا آکوفو (Sophia Akuffo)، دومین زنی است که به این سمت منصوب می‌شود. اولین زنی که به عنوان رئیس دادگاه منصوب شد جورجینا وود (Georgina Wood) بود. علاوه بر این، زنان تنها درصد کمی از کل قضات دادگاه‌های عالی را تشکیل می‌دهند. در سال ۲۰۰۹، حدود ۲۳ درصد از قضات دیوان عالی زن بودند.
از زمان تصویب سیستم چند حزبی در سال ۱۹۹۲، افزایش آهسته زنان در پارلمان وجود داشته‌است غنا اقدامات متعددی برای افزایش برابری در حوزه سیاسی انجام داده‌است. برای مثال، دولت کنوانسیون رفع همه اشکال تبعیض (CEDAW) را امضا و تصویب کرد. موسسات زیادی در غنا وجود دارند که برای پیشبرد حقوق زنان و مسائل رفاهی فعالیت می‌کنند.
گروه‌ها و فعالان زنان در غنا خواستار سیاست‌ها و برنامه‌های جنسیتی برای بهبود معیشت زنان هستند. علاوه بر این، دولت یک وزارتخانه دارد که به زنان اختصاص داده شده‌است و بر حمایت اجتماعی بر شکل‌گیری در مورد موضوعاتی که به‌طور خاص به زنان و کودکان مربوط می‌شود، تمرکز دارد. با وجود تلاش‌های سازمان‌های غیردولتی و احزاب سیاسی، مشارکت زنان در سیاست همچنان کم است.
عدم مشارکت سیاسی زنان در غنا را می‌توان به هنجارهای فرهنگی دیرینه نسبت داد. این باور سنتی که زنان در غنا نباید در خارج از خانه مسئولیت داشته باشند، به کمبود زنان در سیاست کمک می‌کند. رهبری نیز مهارتی است که به‌طور سنتی با پسران و مردان مرتبط است. هنگامی که زنان در غنا در سمت‌های رهبری قرار می‌گیرند، ممکن است با تبعیض مواجه شوند.

## تحصیلات

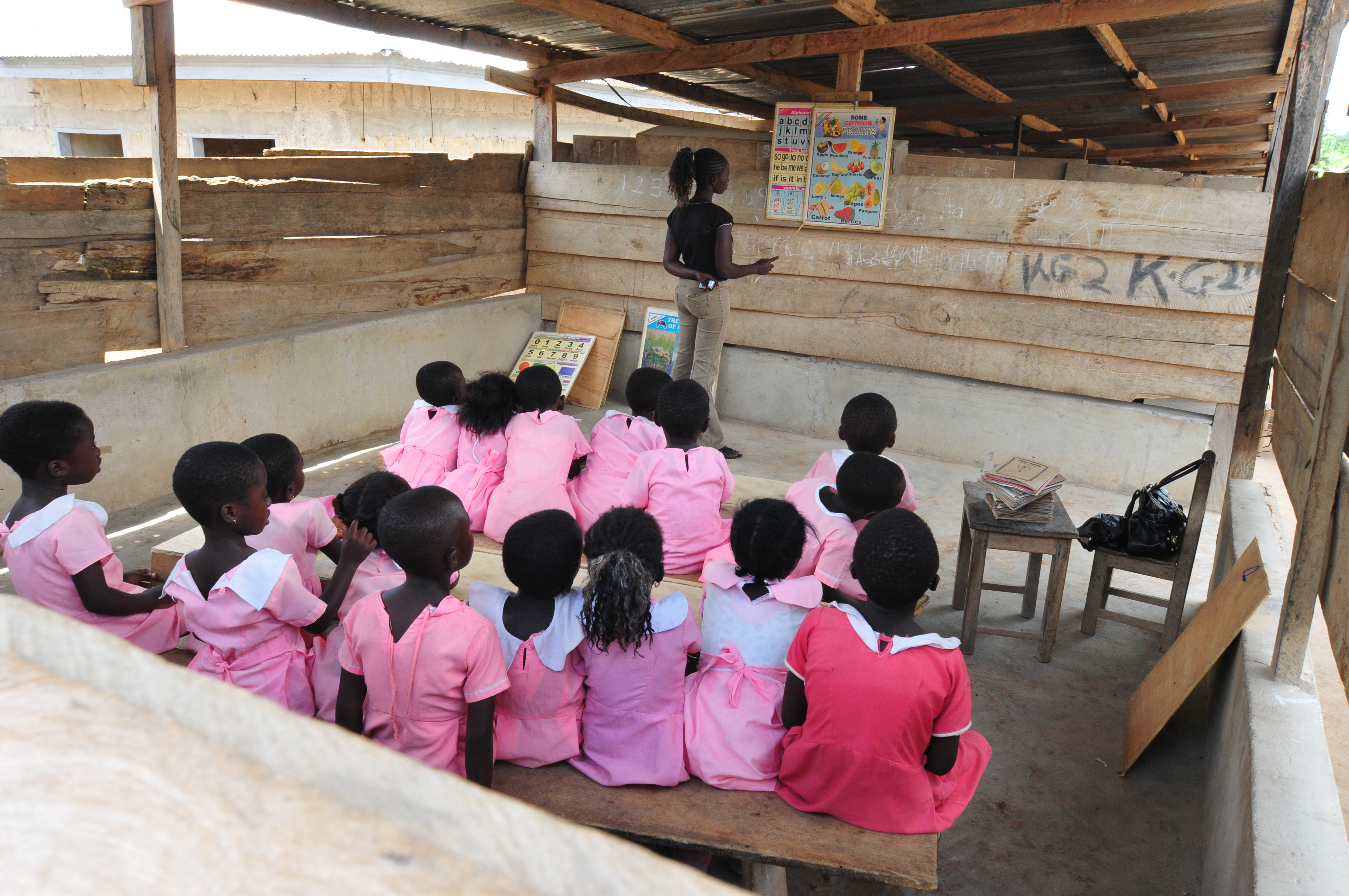
مدرسه دخترانه در غنا.

نرخ بالای باروری زنان در غنا در دهه ۱۹۸۰، از نظر تاریخی نشان می‌دهد که نقش اصلی زنان، فرزندآوری بوده‌است. برخی از والدین تمایلی به فرستادن دختران خود به مدرسه نداشتند زیرا نیروی کار آنها در خانه یا مزرعه مورد نیاز بود. مقاومت در برابر آموزش و پرورش زنان نیز ناشی از این باور است که زنان توسط شوهرانشان حمایت خواهند شد. در برخی محافل، حتی این ترس وجود داشت که با تحصیل دختر، شانس ازدواج او کاهش یابد.
دختران اکثر آنها پس از دریافت گواهینامه آموزش ابتدایی ادامه تحصیل نمی‌دهند. برخی دیگر حتی سطح تحصیلات ابتدایی را به پایان نمی‌رساند. نرخ نگران‌کننده ترک تحصیل در میان دختران در سطح مدارس ابتدایی باعث نگرانی شدید شده‌است.
بر اساس جمعیت خانوار، حدود ۵۰ درصد از مردان و تنها ۲۹ درصد از زنان به تحصیلات متوسطه یا بالاتر رسیده‌اند. با این حال، دختران بیشتری در حال حاضر در مدرسه هستند و در مقطع دبیرستان ادامه تحصیل می‌دهند. در بازه زمانی ۲۰۰۸ تا ۲۰۱۲، دختران حدود ۴ درصد بیشتر از پسران در پیش دبستانی ثبت نام کردند. نسبت خالص ثبت نام و حضور در مدرسه ابتدایی هر دو برای پسران و دختران تقریباً یکسان بود، ثبت نام خالص در حدود ۸۴٪ و خالص حضور در مدارس حدود ۷۳٪ بود. ثبت نام در مدارس متوسطه برای دختران کمی کمتر از پسران ۴۴٫۴٪ در مقابل ۴۸٫۱٪ بود، اما حضور دختران تقریباً با همین تفاوت ۳۹٫۷٪ در مقابل ۴۳٫۶٪ بیشتر بود.
تحصیلات دانشگاه دولتی در غنا نابرابر است. زنان تنها ۳۴٫۹ درصد از ثبت نام‌ها را تشکیل می‌دهند.